# Liolaemus neuquensis
Liolaemus neuquensis — вид ігуаноподібних ящірок родини Liolaemidae. Ендемік Аргентини.

## Поширення й екологія
Liolaemus neuquensis відомі з типової місцевості, що лежить поблизу вулкана Копауе в провінції Неукен, на висоті 2200 м над рівнем моря. Вони живуть на високогірних луках, місцями порослих чагарниками, серед осипів. Живляться комахами, є живородними.